# Кубо Тайто
Кубо Норіакі (яп. 久保 宣章, нар. 26 червня 1977, Префектура Хіросіма, Японія), відомий за псевдонімом Кубо Тайто (яп. 久保 帯人, くぼ たいと) — японський манґака.

## Біографія
Народився Кубо Тайто 26 червня 1977 року в Японії, префектура Хіросіма.
В одному з інтерв'ю він розповідав, що одного разу вирішив узяти участь в конкурсі, який проводився журналом Shonen Jump, після якого йому запропонував співпрацювати. У 1996 році в Shonen Jump вийшла перша коротка манґа Кубо «Ultra Unholy Hearted Machine».
Першою крупною роботою Кубо стала фентезі-манґа «Zombie Powder», видана в 1999 році в журналі Shonen Jump. Особливої популярності «Zombie Powder» не здобула, і після виходу чотирьох томів видання було припинене. Проте вслід в тому ж журналі з'явилася манга «Bleach», яка стала дуже відомою.
Існує міф, згідно з яким «Bleach» спочатку взагалі не хотіли публікувати: за словами редактора, вона була дуже схожа на Yu Yu Hakusho, відому манґу, яка виходила в тому ж Shonen Jump в дев'яностих роках. Після цього Тайто Кубо вирішив покінчити з кар'єрою манґаки, але Акіра Торіяма, творець Dragon Ball, помітив «Bleach» та відправив Кубо лист з проханням продовжувати роботу.
У 2005 році «Бліч» отримала нагороду видавництва Shogakukan як найкраща манга в жанрі сьонен.
Кубо також розробляв дизайн персонажів для аніме-версії «Бліч», а також озвучував іграшкового лева на ім'я Кон в OVA «Bleach — Memories in the Rain».

## Роботи

### Короткі історії
- Ultra Unholy Hearted Machine, 1996 рік, видавництво — Shueisha
- Rune Master Urara (яп. 刻魔師 麗) 1996, Weekly Shōnen Jump
- Bad Shield United (1997) Weekly Shōnen Jump

### Серії
- Zombie Powder (яп. ゾンビパウダー), 1999—2000 роки, видавництво — Shueisha
- Bleach (яп. ブリーチ), з 2002—2016 роки, видавництво — Shueisha